# Branko Zupan
Branko Zupan, slovenski nogometaš in trener, * 22. september 1964, Maribor.
Zupan je v jugoslovanski ligi branil za Koper, v slovenski ligi pa za kluba Gorica in Celje. Skupno je v prvi slovenski ligi odigral 163 prvenstvenih tekem.
Za slovensko reprezentanco je med letoma 1993 in 1996 odigral osem uradnih tekem.